# Mamadou Diallo Sory
Mamadou Diallo Sory (* 27. Dezember 1927 in Maïné-Soroa; † 19. Januar 1996 in Niamey) war ein nigrischer Offizier, Politiker und Diplomat.

## Leben
Mamadou Diallo Sory besuchte die Grundschule in Maïné-Soroa und die Regionalschule in Zinder. 1947 schloss er sich als tirailleur sénégalais den Französischen Streitkräften an. Er diente in Niger, Metropolitan-Frankreich und Algerien und erreichte 1958 den Rang eines Adjutanten. Sory wechselte zu den Nigrischen Streitkräften, als diese 1961 gegründet wurden. Dort wurde er 1972 Kommandant der Verteidigungszone Nr. 2 in Agadez, ab 1973 im Rang eines Majors.
Sory gehörte zu den Offizieren, die am 15. April 1974 bei einem Militärputsch den nigrischen Staatspräsidenten Hamani Diori stürzten und bis Dezember 1989 als Oberster Militärrat unter Seyni Kountché die Militärjunta des Landes bildeten. Sory nahm bis 1981 verschiedene Ministerposten wahr. Er war ab 22. April 1974 Justizminister, ab 30. November 1974 Minister für Justiz, Post und Telekommunikation, ab 3. Juni 1975 Minister für den öffentlichen Dienst und Arbeit, ab 21. Februar 1976 Minister für den öffentlichen Dienst, Arbeit, Post und Telekommunikation, ab 7. Juni 1976 Innenminister und schließlich von 10. September 1979 bis 9. Februar 1981 Minister für Post und Telekommunikation. Bei den Nigrischen Streitkräften erhielt er 1979 den Rang eines Oberstleutnants. Von 18. März 1981 bis 26. Oktober 1987 war Sory Botschafter Nigers in Ägypten. Er ging 1987 bei den Streitkräften in den Ruhestand, blieb jedoch bis zu dessen Auflösung im Dezember 1989 Mitglied des Obersten Militärrats.

## Ehrungen
- Großkreuz des Nationalordens Nigers (1987)
- Verdienstkreuz 1. Klasse des Verdienstordens der Bundesrepublik Deutschland (1969)
- Ritter der Ehrenlegion (1972)
- Ritter des französischen Nationalverdienstordens (1967)
- Ritter des mauretanischen Verdienstordens (1969)
- Träger des französischen Militärverdienstkreuzes mit goldenem Stern (1956)
- Träger der französischen Militärmedaille (1971)[1]